# Cordillera del Tunari
Die Cordillera del Tunari ist ein Gebirgsrücken in den östlichen Teilen der bolivianischen Anden. Sie ist ein Teil der Cordillera Oriental und erreicht seine nördlichste Ausdehnung bis zum Río Suturi. Die Cordillera del Tunari ist der südlichste Abschnitt der Cordillera de Cocapata und wird nach Südosten hin durch das fruchtbare und dicht besiedelte Tal von Cochabamba begrenzt.
Die Cordillera del Tunari trägt ihren Namen nach ihrer höchsten Erhebung, dem Cerro Tunari mit einer Höhe von 5035 m, nach anderen Quellenangaben von 5023 m. Der Bergrücken grenzt wie ein Riegel den Rest der Cordillera de Cocapata vom Hochtal von Cochabamba ab, so dass die Talbewohner sich  selbst hijos del Tunari nennen, die „Kinder des Tunari“.

## Fauna und Flora
Im gesamten Tunari-Gebirge gibt es zwei phytogeografische Zonen: die den Tälern entsprechende Hangregion und die halbtrockenen Berge des Gebirgszugs. Die Vegetation der ersten Zone ist durch eine xerophytische Baumschicht mit den folgenden Arten gekennzeichnet: Schinus molle (Molle), Prosopis juliflora, Vachellia macracantha (K'inhi) und Baccharis dracunculifolia (Thola). Die repräsentativsten Arten der Gebirgsfauna hier sind Polylepis besseri (Kewiña) und Buddleja coriacea (Kishuara de puna). Unter den Kewiña-Hainen sticht die Unterart Polylepis besseri subtusalbida hervor, die ausschließlich in der Tunari-Kordillere vorkommt. Die Cordillera del Tunari ist der Lebensraum einer vielfältigen Tierwelt wie dem Kondor, dem Vikunja, dem Lama, dem Alpaka, dem Vizcacha und den Andengänsen.